# Verlagsgruppe Random House
Verlagsgruppe Random House GmbH är en tysk förlagsgrupp med huvudkontor i München. Den är helägd av Bertelsmannkoncernen, där den ingår i samma division som den internationella förlagsgruppen Penguin Random House, i vilken Bertelsmann är majoritetsägare.
Verlagsgruppe Random House omfattar 47 bokförlag (2019), bland andra Anaconda Verlag, C. Bertelsmann Verlag, btb Verlag, Heyne Verlag och Luchterhand Literaturverlag.

## Historia
Ursprunget till Bertelsmann-koncernen är bokförlaget C. Bertelsmann Verlag, grundat 1835 i Gütersloh i nuvarande Nordrhein-Westfalen. Med tiden expanderade affärsverksamheten med fler bokförlag och företag även inom andra områden.
År 1968 samlades alla bokförlag inom Bertelsmann-koncernen till en dotterkoncern, Verlagsgruppe Bertelsmann, varav en större del flyttade till München 1972.
År 2001 fick förlagsgruppen namnet Verlagsgruppe Random House, efter att 
moderbolaget Bertelsmann tre år tidigare köpt det amerikanska bokförlaget Random House.
Den tyska förlagsgruppen är juridiskt sett en egen enhet inom Bertelsmann, men ingår där i samma division som den år 2013 bildade förlagsgruppen Penguin Random House.